# Esther Huillard
Esther Huillard (Sedan, 26 de enero de 1855-París, 11 de julio de 1928) es una pintora francesa.

## Biografía
Nacida como Jeanne Marie Irène Esther Girard, se casó en 1874 en París con Charles Paul Georges Huillard(1851-1925), periodista de Le Gaulois, y tomó el nombre de Esther Huillard para firmar sus obras. La pareja tuvo un hijo, Lucien Léon Maurice Huillard(1876-1952), oficial del ejército francés y caballero de la Legión de Honor(1916).
Alumna de Jules Machard y Alfred Roll, pintó retratos, escenas mitológicas y de género. Practica óleo sobre lienzo y pastel.
En otoño de 1892, fue a Stowe House, la residencia del conde de París en el exilio, para pintar un retrato de cuerpo entero de Hélène d'Orléans. Parece que su marido, Georges Huillard, a través de Arthur Meyer, mecenas de Le Gaulois y muy cercano al hombre que entonces era apodado "Príncipe Gamelle”, tuvo algo que ver con eso.
En 1897, expone en el Salón de la Convalecencia.
En 1899, fue nombrada Oficial de Instrucción Pública.
Miembro de la Unión de Pintoras y Escultoras de 1888 a 1924, fue su cuarta presidenta durante los años 1904 a 1906.
En el Salón de 1906 presentó el retrato de Madame la Marquise de Terrier-Sandrans.
Su taller parisino estuvo ubicado en la rue Eugène-Flachat, luego se trasladó a Neuilly-sur-Seine .
Murió en la residencia de ancianos de Providence, en la calle de los Mártires, 77,  a la edad de 73 años. Fue enterrada el 4 de julio de 1928 en el cementerio de Père-Lachaise.

## Obras enumeradas
Fondo del Centro Nacional de Artes Visuales :
- Jeune Femme [Fille ? en blanc,[11] antes de 1890, museo municipal de arte e historia de Draguignan
- La Femme au masque, pastel sobre lienzo, hacia 1903, Petit Palais, Museo de Bellas Artes de la ciudad de París.[12]
- Étude, anterior a 1908, no localizado.

## Galería

Obras de Esther Huillard
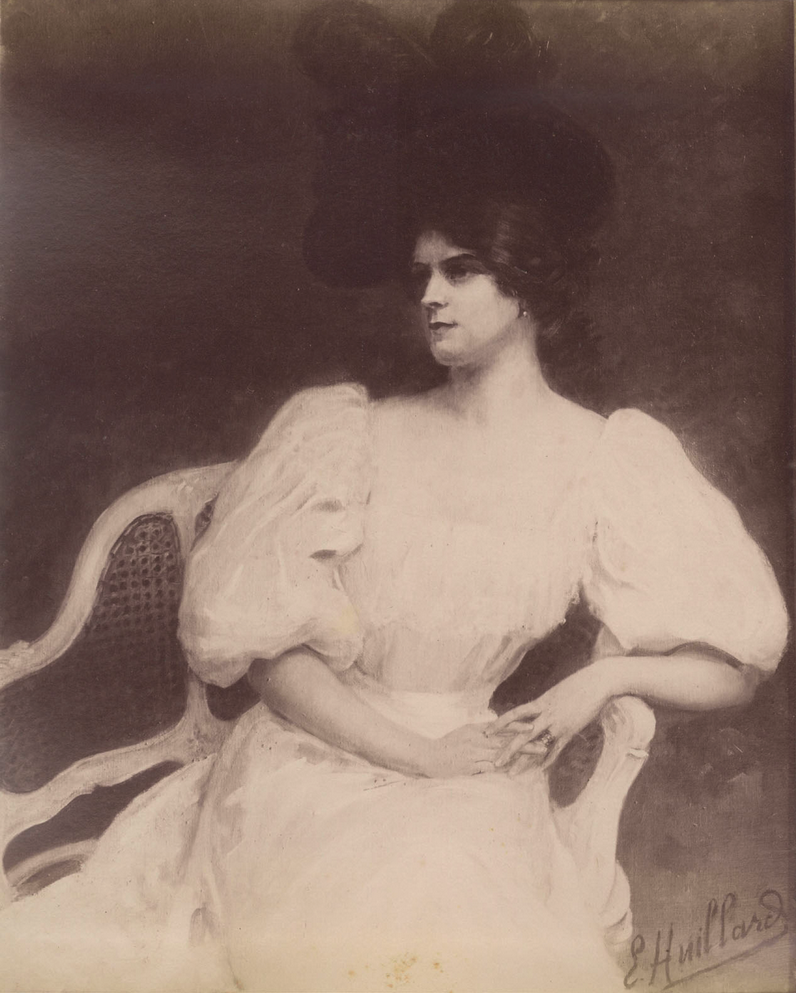
Joven de blanco, 1901
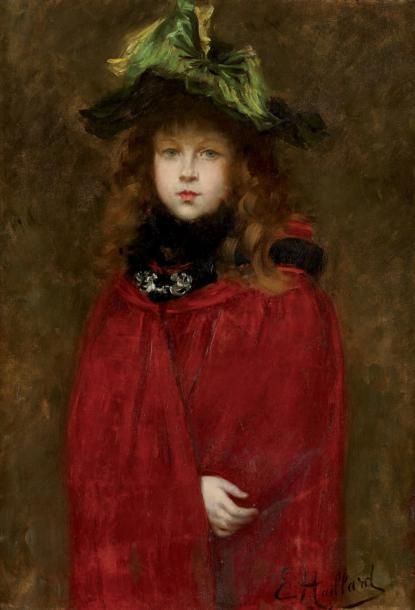
¡Retrato de Julie Reynolde Jalla, óleo sobre lienzo, antes de 1900
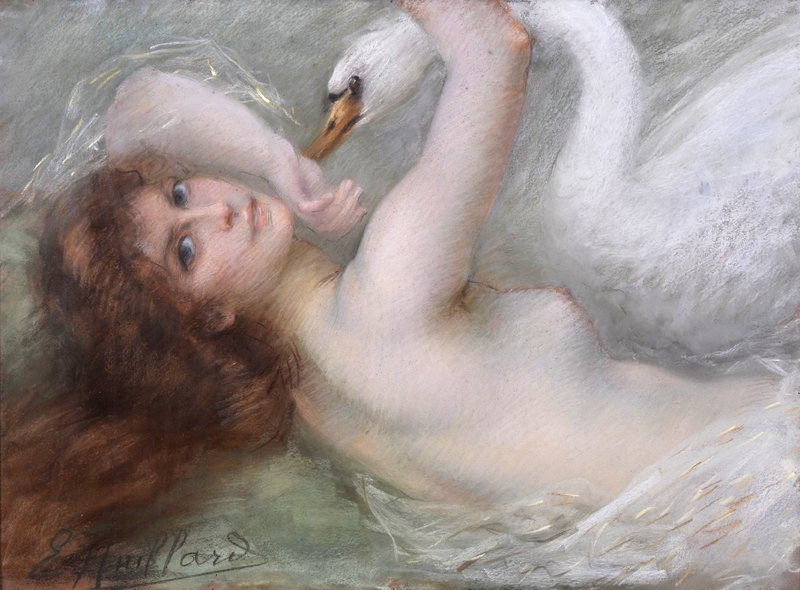
leda y el cisne, pastel, sin fecha